# Teresa Guerra Toro
Teresa Guerra Toro, según los registros actuales que se tienen de la comuna de Pichidegua, ella sería la primera mujer en la comuna en ser alcalde, por esos años fue una de las primeras a nivel nacional.

## Matrimonio
Esposa del reconocido alcalde el señor Enrique Serrano de Viale Rigo.

## Fallecimiento
Fallece el año 1985, producto de un accidente automovilístico en la ciudad de Santiago.